# Meterdiplosis
Meterdiplosis är ett släkte av tvåvingar. Meterdiplosis ingår i familjen gallmyggor.
Kladogram enligt Catalogue of Life:
| Meterdiplosis | \| \| Meterdiplosis fici \| \| \| \| \| \| Meterdiplosis nigrolineata \| \| \| \| |
|               | \| \| Meterdiplosis fici \| \| \| \| \| \| Meterdiplosis nigrolineata \| \| \| \| |
|               | Meterdiplosis fici                                                                |
|               |                                                                                   |
|               | Meterdiplosis nigrolineata                                                        |
|               |                                                                                   |